# Ministerio de Minería (Chile)
El Ministerio de Minería de Chile (MinMinería) es el ministerio de Estado encargado de coordinar y organizar la explotación de los recursos minerales del territorio chileno. Fue creado durante el segundo gobierno del presidente Carlos Ibáñez del Campo el 21 de marzo de 1953, como «Ministerio de Minas de Chile», adquiriendo su actual denominación el 5 de agosto del mismo año. La ministra de la cartera es Aurora Williams, quien asumió el cargo el 16 de agosto de 2023, bajo el gobierno de Gabriel Boric.

## Historia
Los orígenes de una institucionalidad oficial en el ámbito minero se remontan a 1927, durante el primer gobierno del Presidente Carlos Ibáñez del Campo, con la creación de la Superintendencia del Salitre y Minas, una de las entidades sucesoras de la «Delegación Fiscal de Salitreras», órgano creado en 1895, bajo la administración del presidente Jorge Montt Álvarez, con el objeto de controlar las empresas privadas de ese sector.
El 21 de marzo de 1953, durante la segunda presidencia de Ibáñez del Campo, fue publicado en el Diario Oficial el decreto con fuerza de ley (DFL) n° 16 que disolvió a dicha Superintendencia y creó el Ministerio de Minas. A los pocos meses, el 23 de julio, y bajo la dirección del biministro de Economía y Minas, Rafael Tarud, se dictó el DFL n.º 231, norma que modificó la denominación de la repartición de "Minas" a "Minería".
Las disposiciones orgánicas y reglamentarias que rigen al ministerio están contenidas en el DFL n.° 302, publicado en el Diario Oficial el 6 de abril de 1960, con ocasión de la presidencia de Jorge Alessandri.

## Misión y objetivos
La misión del Ministerio de Minería es «diseñar, ejecutar y evaluar políticas públicas de minería, orientadas a elevar y difundir la contribución del sector minero al desarrollo nacional, fomentando la innovación, productividad y la sustentabilidad, a objeto de aprovechar los recursos mineros disponibles en condiciones socialmente inclusivas». Por otra parte, como visión el organismo se plantea «ser el principal actor y articulador de las políticas públicas de minería en Chile y ser reconocido por contribuir a la valoración y difusión del aporte del sector al desarrollo del país».
Asimismo, los objetivos estratégicos del Ministerio son los siguientes:
- Posicionar al sector minero como un motor de recuperación del crecimiento y generación de empleo.
- Reducir la incertidumbre regulatoria mediante reglas claras y estables.
- Abordar desafíos futuros en desarrollo, innovación, competitividad y potenciar a los proveedores.
- Desarrollar una minería más sustentable ambientalmente e inclusiva socialmente.
- Modernizar y fortalecer la institucionalidad minera (Codelco, Enami, Cochilco, Sernageomin y Subsecretaría de Minería) acorde a los desafíos que plantea el siglo XXI.
- Fortalecer la generación y disposición de información de geología básica, recursos y peligros geológicos.

## Dependencias

### Subsecretaría de Minería
El subsecretario de Minería es la segunda autoridad en el ministerio. La existencia de la subsecretaría está registrada por el artículo 2.º del DFL 302, donde se establece que estará integrada por un Departamento Jurídico, un Departamento Técnico y un Departamento Administrativo.
Las obligaciones del subsecretario, entre otras, son la colaboración y asesoría al ministro de Minería, velar por la conservación de las riquezas mineras de país y proponer las concesiones mineras al ministro de Hacienda.
Actualmente ocupa el cargo de subsecretario de Minería, Suina Chahuan Kim, quien asumió el 16 de agosto de 2023.

## Listado de ministros
Desde el año de su creación en 1953, 54 han sido los ministros y ministras que han dirigido esta importante cartera gubernamental. Quien ocupó por primera vez el cargo de ministro de Minería fue el ingeniero civil Eduardo Paredes Martínez (como ministro de Minas). Hacia 2018 el ministro de Minería recibe una remuneración bruta de CLP 8 957 250 millones de pesos.

### Ministro de Minas
| N.º | Ministro/a | Ministro/a               | Partido | Inicio              | Final              | Presidente | Presidente              |
| --- | ---------- | ------------------------ | ------- | ------------------- | ------------------ | ---------- | ----------------------- |
| 1   |            | Eduardo Paredes Martínez | PSP     | 21 de marzo de 1953 | 2 de abril de 1953 |            | Carlos Ibáñez del Campo |

### Ministros de Minería
| N.º | Ministro/a | Ministro/a                         | Partido | Inicio                   | Final                    | Presidente | Presidente                 |
| --- | ---------- | ---------------------------------- | ------- | ------------------------ | ------------------------ | ---------- | -------------------------- |
| 1   |            | Osvaldo Koch Krefft                | Ind.    | 2 de abril de 1953       | 14 de abril de 1953      |            | Carlos Ibáñez del Campo    |
| 2   |            | Rafael Tarud Siwady                | PAL     | 14 de abril de 1953      | 25 de junio de 1953      |            | Carlos Ibáñez del Campo    |
| 3   |            | Clodomiro Almeyda Medina           | PSP     | 25 de junio de 1953      | 14 de octubre de 1953    |            | Carlos Ibáñez del Campo    |
| 4   |            | Francisco Cuevas Mackenna          | Ind.    | 14 de octubre de 1953    | 19 de enero de 1954      |            | Carlos Ibáñez del Campo    |
| 5   |            | Alejandro Hales Jamarne            | PAL     | 19 de enero de 1954      | 3 de marzo de 1954       |            | Carlos Ibáñez del Campo    |
| 6   |            | Roberto Aldunate León              | MR      | 3 de marzo de 1954       | 5 de junio de 1954       |            | Carlos Ibáñez del Campo    |
| 7   |            | Armando Uribe Herrera              | Ind.    | 5 de junio de 1954       | 6 de enero de 1955       |            | Carlos Ibáñez del Campo    |
| 8   |            | Diego Lira Vergara                 | PAL     | 6 de enero de 1955       | 30 de mayo de 1955       |            | Carlos Ibáñez del Campo    |
| 9   |            | Osvaldo Sainte-Marie Soruco        | Ind.    | 30 de mayo de 1955       | 14 de octubre de 1957    |            | Carlos Ibáñez del Campo    |
| 10  |            | Jorge Torreblanca Droguett         | Ind.    | 14 de octubre de 1957    | 28 de octubre de 1957    |            | Carlos Ibáñez del Campo    |
| 11  |            | Emilio González González           | PAL     | 28 de octubre de 1957    | 3 de noviembre de 1958   |            | Carlos Ibáñez del Campo    |
| 12  |            | Roberto Vergara Herrera            | Ind.    | 3 de noviembre de 1958   | 9 de mayo de 1959        |            | Jorge Alessandri Rodríguez |
| 13  |            | Eduardo Figueroa Geisse (interino) | Ind.    | 9 de mayo de 1959        | 24 de julio de 1959      |            | Jorge Alessandri Rodríguez |
| 14  |            | Roberto Vergara Herrera            | Ind.    | 24 de julio de 1959      | 15 de septiembre de 1960 |            | Jorge Alessandri Rodríguez |
| 15  |            | Enrique Serrano de Viale Rigo      | PCU     | 15 de septiembre de 1960 | 26 de octubre de 1961    |            | Jorge Alessandri Rodríguez |
| 16  |            | Julio Chaná Cariola                | PCU     | 26 de octubre de 1961    | 30 de marzo de 1962      |            | Jorge Alessandri Rodríguez |
| 17  |            | Joaquín Prieto Concha              | PCU     | 30 de marzo de 1962      | 26 de septiembre de 1963 |            | Jorge Alessandri Rodríguez |
| 18  |            | Luis Palacios Rossini              | Ind.    | 26 de septiembre de 1963 | 3 de noviembre de 1964   |            | Jorge Alessandri Rodríguez |
| 19  |            | Eduardo Simián Gallet              | PDC     | 3 de noviembre de 1964   | 21 de octubre de 1966    |            | Eduardo Frei Montalva      |
| 20  |            | Alejandro Hales Jamarne            | Ind.    | 21 de octubre de 1966    | 3 de noviembre de 1970   |            | Eduardo Frei Montalva      |
| 21  |            | Orlando Cantuarias Zepeda          | PR      | 3 de noviembre de 1970   | 28 de enero de 1972      |            | Salvador Allende Gossens   |
| 22  |            | Mauricio Jungk Stahl               | PIR     | 28 de enero de 1972      | 6 de abril de 1972       |            | Salvador Allende Gossens   |
| 23  |            | Pedro Palacios Cameron             | Militar | 6 de abril de 1972       | 17 de junio de 1972      |            | Salvador Allende Gossens   |
| 24  |            | Jorge Arrate Mac Niven             | PS      | 17 de junio de 1972      | 10 de julio de 1972      |            | Salvador Allende Gossens   |
| 25  |            | Alfonso David Lebón                | API     | 10 de julio de 1972      | 2 de noviembre de 1972   |            | Salvador Allende Gossens   |
| 26  |            | Claudio Sepúlveda Donoso           | Militar | 2 de noviembre de 1972   | 27 de marzo de 1973      |            | Salvador Allende Gossens   |
| 27  |            | Sergio Bitar Chacra                | IC      | 27 de marzo de 1973      | 5 de julio de 1973       |            | Salvador Allende Gossens   |
| 28  |            | Pedro Felipe Ramírez Ceballos      | IC      | 5 de julio de 1973       | 28 de agosto de 1973     |            | Salvador Allende Gossens   |
| 29  |            | Rolando González Acevedo           | Militar | 28 de agosto de 1973     | 11 de septiembre de 1973 |            | Salvador Allende Gossens   |
| 30  |            | Arturo Yovane Zúñiga               | Militar | 12 de septiembre de 1973 | 11 de julio de 1974      |            | Augusto Pinochet Ugarte    |
| 31  |            | Agustín Toro Dávila                | Militar | 11 de julio de 1974      | 30 de abril de 1975      |            | Augusto Pinochet Ugarte    |
| 32  |            | Luis Valenzuela Blanquier          | Ind.    | 30 de abril de 1975      | 26 de diciembre de 1978  |            | Augusto Pinochet Ugarte    |
| 33  |            | Carlos Quiñones López              | Militar | 26 de diciembre de 1978  | 29 de diciembre de 1980  |            | Augusto Pinochet Ugarte    |
| 34  |            | José Piñera Echenique              | Ind.    | 29 de diciembre de 1980  | 4 de diciembre de 1981   |            | Augusto Pinochet Ugarte    |
| 35  |            | Hernán Felipe Errázuriz            | Ind.    | 4 de diciembre de 1981   | 30 de agosto de 1982     |            | Augusto Pinochet Ugarte    |
| 36  |            | Samuel Lira Ovalle                 | Ind.    | 30 de agosto de 1982     | 6 de octubre de 1988     |            | Augusto Pinochet Ugarte    |
| 37  |            | Pablo Baraona Urzúa                | Ind.    | 6 de octubre de 1988     | 5 de junio de 1989       |            | Augusto Pinochet Ugarte    |
| 38  |            | Jorge López Bain                   | Ind.    | 5 de junio de 1989       | 11 de marzo de 1990      |            | Augusto Pinochet Ugarte    |
| 39  |            | Juan Hamilton Depassier            | PDC     | 11 de marzo de 1990      | 28 de septiembre de 1992 |            | Patricio Aylwin Azócar     |
| 40  |            | Alejandro Hales Jamarne            | PDC     | 28 de septiembre de 1992 | 11 de marzo de 1994      |            | Patricio Aylwin Azócar     |
| 41  |            | Benjamín Teplizky Lijavetzky       | PRSD    | 11 de marzo de 1994      | 13 de agosto de 1997     |            | Eduardo Frei Ruiz-Tagle    |
| 42  |            | Sergio Jiménez Moraga              | PRSD    | 13 de agosto de 1997     | 11 de marzo de 2000      |            | Eduardo Frei Ruiz-Tagle    |
| 43  |            | José De Gregorio Rebeco            | PDC     | 11 de marzo de 2000      | 19 de junio de 2001      |            | Ricardo Lagos Escobar      |
| 44  |            | Jorge Rodríguez Grossi             | PDC     | 19 de junio de 2001      | 7 de enero de 2002       |            | Ricardo Lagos Escobar      |
| 45  |            | Alfonso Dulanto Rencoret           | Ind.    | 7 de enero de 2002       | 11 de marzo de 2006      |            | Ricardo Lagos Escobar      |
| 46  |            | Karen Poniachik Pollak             | PPD     | 11 de marzo de 2006      | 8 de enero de 2008       |            | Michelle Bachelet Jeria    |
| 47  |            | Santiago González Larraín          | PRSD    | 8 de enero de 2008       | 11 de marzo de 2010      |            | Michelle Bachelet Jeria    |
| 48  |            | Laurence Golborne Riveros          | Ind.    | 11 de marzo de 2010      | 18 de julio de 2011      |            | Sebastián Piñera Echenique |
| 49  |            | Hernán de Solminihac Tampier       | Ind.    | 18 de julio de 2011      | 11 de marzo de 2014      |            | Sebastián Piñera Echenique |
| 50  |            | Aurora Williams Baussa             | PRSD    | 11 de marzo de 2014      | 11 de marzo de 2018      |            | Michelle Bachelet Jeria    |
| 51  |            | Baldo Prokurica Prokurica          | RN      | 11 de marzo de 2018      | 18 de diciembre de 2020  |            | Sebastián Piñera Echenique |
| 52  |            | Juan Carlos Jobet Eluchans         | RN      | 18 de diciembre de 2020  | 11 de marzo de 2022      |            | Sebastián Piñera Echenique |
| 53  |            | Marcela Hernando Pérez             | PR      | 11 de marzo de 2022      | 16 de agosto de 2023     |            | Gabriel Boric Font         |
| 54  |            | Aurora Williams Baussa             | PR      | 16 de agosto de 2023     | En el cargo              |            | Gabriel Boric Font         |

### Redes sociales
- Ministerio de Minería de Chile en X (antes Twitter)
- Ministerio de Minería de Chile en Instagram
- Ministerio de Minería de Chile en Facebook
- Ministerio de Minería de Chile en Flickr
- en LinkedIn

### Otros
- Listado histórico de ministros de Minería de Chile (1953-2020) Archivado el 2 de diciembre de 2021 en Wayback Machine.
- Sitio web «Revista Nueva Minería y Energía» (NME)

- Datos: Q4294331
- Multimedia: Ministry of Mining (Chile) / Q4294331